# Trueno del castillo
El trueno del castillo es un efecto de sonido que consiste en el sonido de un trueno fuerte durante una tormenta. Se grabó originalmente para la película Frankenstein de 1931 y desde entonces se ha utilizado en docenas de películas, programas de televisión y anuncios comerciales.

## Historia
Después de su uso en Frankenstein, el sonido se utilizó en docenas de películas desde la década de 1930 hasta la de 1980, incluyendo Ciudadano Kane (1941), Bambi (1942), Sólo se vive dos veces (1967), El jovencito Frankenstein (1974), La guerra de las galaxias (1977), Los cazafantasmas (1984), Regreso al futuro (1985) y Golpe en la pequeña China (1986).   El uso de este efecto en los años posteriores fue disminuyendo porque la calidad de la grabación analógica original no se sostiene lo suficiente en las mezclas de sonido modernas. 
El efecto aparece en producciones de Disney (principalmente entre los años 1940 y 1980) y en los dibujos animados de Hanna-Barbera, incluida la serie animada original de Scooby-Doo.  También se puede escuchar en la atracción Haunted Mansion en los parques temáticos de Disney. 
El sonido se puede encontrar en algunas bibliotecas de efectos de sonido distribuidas por Sound Ideas (como Soundelux Master Collection, Network Sound Effects Library, 20th Century Fox Sound Effects Library y Hanna-Barbera SoundFX Library).